# Metropolitano de Lille
O Metro de Lille, ou de Lila, é um sistema de metropolitano da cidade de Lille, em França. Foi inaugurado no dia 25 de Abril de 1983; as carruagens funcionam automaticamente, utilizando o sistema VAL (véhicule automatique léger que em português significa veículo leve automático). As carruagens têm 2 m de largura e 26 m de comprimento, circulando com pneus de borracha ao contrário dos tradicionais carris de ferro. Existe um total de 60 estações que vão até à fronteira com a Bélgica.

## História
A construção do metro de Lille começou em 1978, tendo a sua primeira linha sido inaugurada a 25 de Abril de 1983 com o troço entre as estações de 4 Cantons e République. Um ano mais tarde, a 2 de Maio, toda a Linha 1 estava completa e a funcionar (13,5 km de comprimento, dos quais 8,5 km são subterrâneos). Esta linha estende-se desde a estação de C.H.R. B Calmette até 4 Cantons, passando pela Gare Lille Flandres, num total de 18 estações.
A Linha 2 abriu a 3 de Abril de 1989. Expandiu-se até perto da fronteira belga com o troço até C.H. Dron a 27 de Outubro de 2000. A linha tem 32 km de comprimento com um total de 43 estações.

## Rede

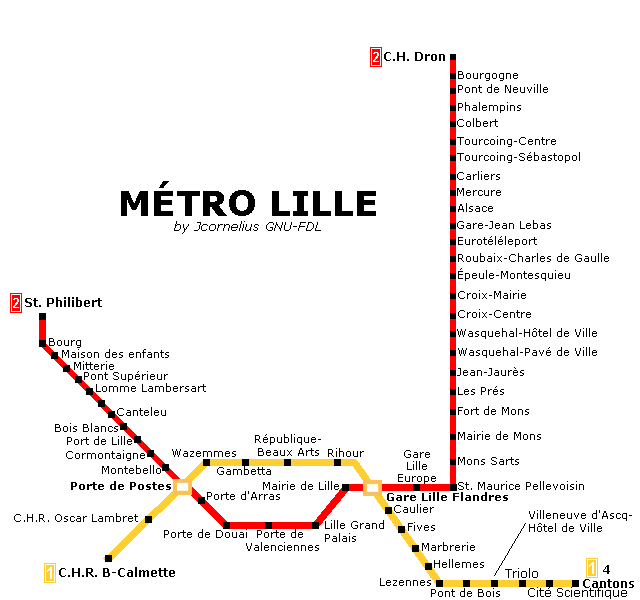

| Linha   | Cor      | Trajecto                      | Inauguração | Número de estações |
| ------- | -------- | ----------------------------- | ----------- | ------------------ |
| Linha 1 | Amarelo  | C.H.R. B Calmette ↔ 4 Cantons | 1983        | 18                 |
| Linha 2 | Vermelho | St. Philibert ↔ C.H. Dron     | 1989        | 43                 |